# Sōkō kihei Votoms
Sōkō kihei Votoms (装甲騎兵ボトムズ?, Sōkō kihei Botomuzu) è una serie anime televisiva di 52 episodi, creata da Ryōsuke Takahashi, prodotta dalla Sunrise e trasmessa in Giappone dal 1º aprile 1983 al 23 marzo 1984 su TV Tokyo. In Italia è inedito.

## Trama
La trama segue le vicende del protagonista della serie, Chirico Cuvie, un pilota di AT (Armored Trooper) e membro del Red Shoulder Battalion, una forza d'élite di cavalleria robotica utilizzata dalla Confederazione Gilgamesh in guerra contro l'Unione Balarant, entrambe nazioni interstellari nella galassia di Astragius. La terza guerra tra queste due fazioni è durata per più di un secolo (nella serie è prossima alla fine), e la causa del conflitto è stata dimenticata da tempo immemorabile.
Chirico Cuvie viene trasferito in una unità a cui è stata assegnata una missione sospetta, ignaro del fatto che stia rubando segreti da ciò che sembra essere la sua stessa fazione. Chirico viene tradito ma nonostante tutto egli riesce a sopravvivere, venendo incarcerato da Gilgamesh come un traditore. Chirico allora riesce a fuggire, innescando così il suo inseguimento che proseguirà per tutta la durata della serie, ove Chirico proverà a trovare la verità celata dietro la sua operazione; arriva dunque a scoprire la verità circa uno degli oggetti che egli doveva recuperare in quella operazione: una donna splendida e misteriosa che costituirà l'unico suo indizio per smantellare una cospirazione galattica.

## Personaggi e doppiatori
- Chirico Cuvie: Hozumi Gōda
- Vanila Varta: Shigeru Chiba
- Coconna: Yōko Kawanami
- Fyana: Kazuko Yanaga
- Gon Nuu: Tesshō Genda
- Jan Paul Rocchina: Banjō Ginga
- Narration: Banjō Ginga
- Cherokee: Kōichi Kitamura
- Murza: Ryūsei Nakao
- Aaron: Akio Nojima
- Boror: Kenichi Ogata
- Pelzen: Chikao Ōtsuka
- Wiseman: Hidekatsu Shibata
- Rador: Kiyonobu Suzuki
- McKay: Aruno Tahara
- Kanzellman: Makoto Terada
- Butchintein: Kōji Totani
- Nehalco: Takeshi Watabe
- Iskui: Yūsaku Yara

## Tecnologia
Fatta la sola eccezione per le astronavi e per la scienza medica, l'universo di VOTOMS rimane ancorato alla tecnologia del nostro secolo. Soldati e mezzi da guerra sono equipaggiati infatti con armi balistiche composte da cartucce o missili; solamente le navi stellari utilizzano armi laser. La principale arma utilizzata nel conflitto è l'Armored Trooper (chiamato con l'acronimo AT), un robot da combattimento antropomorfo, prodotto su larga scala, pilotato da un singolo soldato. Questi AT vengono anche definiti VOTOMS (Vertical One-man Tank for Offense & ManeuverS).
Gli AT sono robusti, equipaggiati con multipli sistemi di armamento, costituiti di solito da un cannone automatico, da un lancia missili e dall'uso di arti mobili per il combattimento ravvicinato. La loro altezza raggiunge circa i quattro metri, e l'abitacolo del pilota occupa buona parte di testa e torso del mezzo. Per permettere il movimento degli AT vengono utilizzate delle batterie capaci di mettere in funzione uno speciale liquido, che immesso nei "cilindri muscolari" dell'AT, simulano il movimento umano.

## Cronologia della serie
- VOTOMS: The Roots of Ambition
- VOTOMS: The Pailsen Files
- VOTOMS: Armor Hunter Mellow Link
- VOTOMS: EP 1-13
- VOTOMS: The Last Red Shoulder
- VOTOMS: EP 14-52
- VOTOMS: The Big Battle (ambientato prima dell'epilogo dell'episodio 52)
- VOTOMS: End of ep 52
- VOTOMS: Shining Heresy
- VOTOMS: Alone Again
- VOTOMS: Phantom Chapter

## Videogiochi
VOTOMS ha fatto apparizione anche in campo videoludico; ecco le serie di videogiochi in cui appare:
- X68000: Dead Ash
- NEC PC-8801: Black Unicorn
- PC-9801: Votoms: The Real Battle
- Super Famicom: Votoms - The Battling Road
- PlayStation: Blue Sabre Knights
- PlayStation: Armored Trooper Votoms - Uoodo and Kummen
- PlayStation: Brave Saga
- PlayStation: Armored Trooper Votoms Lightning Slash
- PlayStation: Armored Trooper Votoms Steel Force
- PlayStation: Brave Saga 2
- Play Station Portable: Super Robot Wars Z2: Hakai-Hen
- Play Station Portable: Super Robot Wars Z2: Sousei-Hen
- Dreamcast: Sunrise Eiyuutan
- PlayStation 2: Sunrise Eiyuutan 2
- WonderSwan: Harobots
- Game Boy Color: GB Harobots
- Game Boy Color: Brave Saga Shinsou Astaria

## Spin-Off
- Armor Hunter Mellowlink è una serie costituita da 12 OAV, ambientata nello stesso universo di VOTOMS, ma basata su un'altra storia e con altri personaggi.

## Curiosità
- La serie ha ispirato il war game di genere mecha Heavy Gear.